# Sistema de educación en Nicaragua

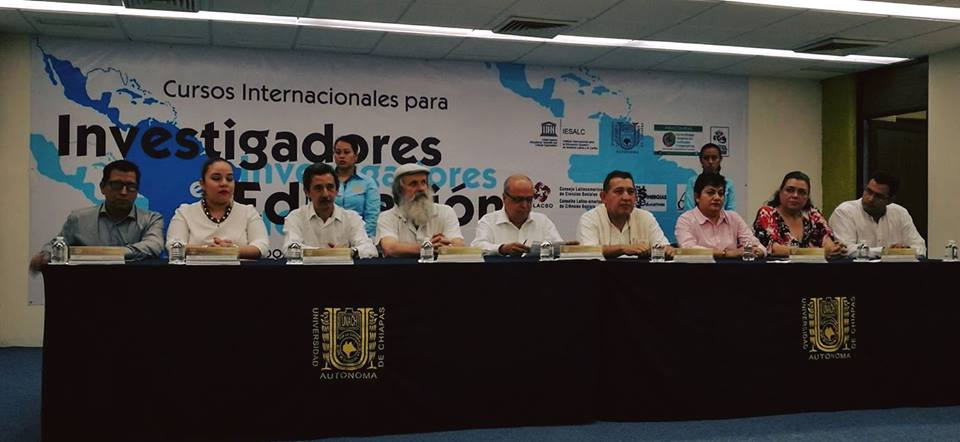
Herman Van de Velde en el II Foro Internacional de Formación Docente en Nicaragua

El sistema de educación en Nicaragua  es gratuita para todos los nicaragüenses. En el año 2015, se reportó una  matrícula total  de 1.674.698 alumnos atendidos por el MECD (en la actualidad se conoce como MINED). Sin embargo, se estima que aproximadamente 432,556 niños y jóvenes de tres a dieciocho años (equivalente al 2,21% de la población) se encuentran fuera del sistema de educación básica y media.
Los mayores índices de deserción y repetición de curso ocurren en primer grado de primaria y primer año de secundaria, pero disminuyen a medida que se avanza de grado. Se estima que el costo anual de la repetición de primaria es de 12 millones de dólares, correspondiendo casi la mitad al primer grado.
En el  año 2005 el presupuesto del Ministerio de Educación de Nicaragua correspondió a un 3,1% del PIB (medio punto porcentual más que el año anterior), correspondiendo un 31% del mismo a donaciones de la cooperación internacional.
Aun cuando el Gobierno de Nicaragua ha reemplazado, construido y rehabilitado cerca de 5.528 aulas de clase durante el período del 2000-2005, aún subsisten limitaciones de las escuelas en el acceso a los servicios básicos de agua, electricidad e instalaciones  sanitarias, especialmente en las zonas rurales.
Se ha observado que los niños varones presentan los más altos índices de deserción y repetición escolar, especialmente en el área rural; que los niños provenientes de hogares pobres y pobres extremos tienen menores probabilidades de permanecer en el sistema educativo; y que existen significativas diferencias de inversión por nivel educativo que agudizan el problema de la desigualdad educativa en el país.
Para el año 2004 la fuerza laboral docente del país estaba compuesta por un total de 45.335 docentes incluyendo públicos y privados, de estos 36.877 docentes se encuentran bajo la administración del Ministerio de Educación. En el período 2000-2005 hubo un significativo incremento salarial de dicho gremio, pasando de 60% a 97,5% del costo de la canasta básica. A pesar de dichos esfuerzos, la falta de empirismo docente de educación primaria y secundaria con estudios superiores se ha incrementado de 15,7% en 1997 a 33,7% en el 2004.

## Sistema educativo de Nicaragua
La educación primaria brinda atención básica a los niños de seis o siete años a los doce años de edad y a los que se encuentran en situación de extra-edad hasta los quince años. Comprende seis grados escolares divididos en dos ciclos: educación fundamental (primeros cuatro años) y segundo ciclo (5.º y 6.º grado). La educación primaria es obligatoria y gratuita.
La educación secundaria brinda atención educativa a jóvenes y adultos preparándolos para continuar sus estudios a nivel superior o participar eficientemente en la vida del trabajo. Comprende dos niveles: el ciclo básico (tres años de duración, diploma de curso básico) y el ciclo diversificado (dos años, bachillerato en humanidades o ciencias). La educación técnica secundaria ofrece un programa de tres años de duración a los jóvenes de quince a dieciocho años para el título de técnico medio así como para los estudios de forión docente.
La educación superior comprende las universidades (públicas y privadas), los centros de educación técnica superior (institutos politécnicos y tecnológicos) y los centros de investigación y de capacitación. La educación técnica superior ofrece programas de dos a tres años de duración para el título de técnico superior. El título de licenciado requiere normalmente de cuatro a cinco años de estudios seis (seis años en el caso de medicina para el título de doctor). Los programas de maestría requieren dos años adicionales de estudios después de la licenciatura.